# Тернівка (Баштанський район)
Терні́вка — село в Україні, у Березнегуватській селищній громаді Баштанського району Миколаївської області. Населення становить 107 осіб.